# Łasiuniszki
Łasiuniszki (lit. Lasūniškės) – wieś na Litwie, w okręgu wileńskim, w rejonie wileńskim, w gminie Sużany.

## Historia
W dwudziestoleciu międzywojennym zaścianek leżący w Polsce, w województwie wileńskim, w powiecie wileńsko-trockim, w gminie Niemenczyn. W 1931 miejscowość liczyła 1 niezamieszkały budynek.
Po II wojnie światowej w granicach Związku Sowieckiego. Od 1991 na niepodległej Litwie.